# David Gategno
 (décembre 2018).
David Gategno, de son vrai nom David Olivier Maruani, ou David Marouani, né le 13 septembre 1969 dans le 12e arrondissement de Paris, est un compositeur et interprète français.

## Biographie
Il est issu d'une famille travaillant dans le monde du spectacle. Son oncle est l'impresario Charley Marouani.
Il commence le piano à l'âge de quinze ans et compose Bella vita, sa première chanson, six mois plus tard. Celle-ci devient en 1987 le premier succès du duo David et Jonathan, dont il fait partie. Les chanteurs s'étaient rencontrés l'année précédente au lycée Janson-de-Sailly (Paris 16), où ils étudiaient. Le titre se vend à 850 000 exemplaires, reste trois mois au Top 50 et atteint la 2e place. Le titre Gina du même duo sort la même année. En 1988, Est-ce que tu viens pour les vacances ? (écrit et composé par Didier Barbelivien, Pascal Auriat et David Marouani), sort et devient un immense succès.
Il sort ensuite un album solo, aux ventes décevantes. Après avoir donné des cours de piano, il se reconvertit dans la composition. Il compose des jingles et génériques d'émissions de télévision pour Christophe Dechavanne et Charly et Lulu, dont le générique du Hit Machine Je m'appelle Charly je m'appelle Lulu ; il compose aussi des musiques pour des courts-métrages.
C'est en 2001, que sa carrière bascule, il fait la rencontre de Pascal Obispo et intègre son équipe d’auteurs et de compositeurs : Atletico Music. Cette même année, il prend le nom de David Gategno.
En 2005, il signe deux succès de Tina Arena[source insuffisante], Aimer jusqu'à l'impossible et Je m'appelle Bagdad (en).
Il compose en 2007 pour Céline Dion le titre Et s'il n'en restait qu'une (Je serais celle-là), gravé sur l'album D'elles. Premier single de l'album, il est classé no 1 au Top 50 (double disque de platine). Il est aussi compositeur des chansons Je ne suis pas celle et Berceuse.
En 2012, il compose et produit quatre titres pour Céline Dion, dans l'album Sans attendre, qui se vend à 1 500 000 exemplaires et devient disque de diamant. De cet album sort le single Qui peut vivre sans amour ?, produit, composé et réalisé par David Gategno, ainsi que les chansons Attendre et Si je n'ai rien de toi, ainsi que le titre La Mer et l'enfant, composé avec Grand Corps Malade.
Le 23 mai 2013, il épouse Sarah Lelouch à Suresnes. Le couple se sépare deux ans plus tard.
Il rencontre Nadia, qu'il épouse en 2018 et devient père pour la première fois à cinquante ans en 2019,.
Il rencontre Lara Fabian en 2015 ; ils passent un an en studio, à composer des textes ensemble, avec la participation d'Élodie Hesme. L'album Ma vie dans la tienne, dont il compose onze titres, se vend plus de 100 000 exemplaires dont sont extrait les singles Quand je ne chante pas et Ma vie dans la tienne. Il devient l'année suivante le « directeur musical » de la tournée de Lara Fabian.
En 2015, il compose pour Louane la chanson Alien dans l'album Chambre 12, qui se vend à plus d'un million d’exemplaires (album révélation de l’année 2016 lors de la 31e cérémonie des Victoires de la musique) .
Il rencontre Joyce Jonathan en 2017, avec qui il compose neuf titres de l'album On, sorti en octobre 2018. Il collabore également avec Amel Bent sur l'album Demain sorti en 2019.
En 2019, le duo David et Jonathan se reforme.

## Les collaborations de David Marouani (David Gategno)
| Artiste                                | Titre                                            | Année | Type                 |
|                                        |                                                  |       |                      |
| Alma                                   | Après l'aurore                                   | 2017  | Musique              |
| Amandine Bourgeois                     | We Don't Need Another Hero                       | 2015  | Producteur           |
| Amel Bent                              | Charles                                          | 2019  | Musique              |
| Amel Bent                              | J'aimerai                                        | 2019  | Musique              |
| Céline Dion                            | Attendre                                         | 2012  | Musique/ Producteur  |
| Céline Dion                            | Berceuse                                         | 2007  | Musique/ Producteur  |
| Céline Dion                            | Et s'il n'en restait qu'une (Je serais celle-là) | 2007  | Musique/ Producteur  |
| Céline Dion                            | Je ne suis pas celle                             | 2007  | Musique/ Producteur  |
| Céline Dion                            | La mer et l'enfant                               | 2012  | Musique/ Producteur  |
| Céline Dion                            | Qui peut vivre sans amour ?                      | 2012  | Musique/ Producteur  |
| Céline Dion                            | Si je n'ai rien de toi                           | 2012  | Musique/ Producteur  |
| Chimène Badi                           | Je ne cherche pas                                | 2004  | Musique              |
| Chimène Badi                           | Je t'ai dans la peau                             | 2005  | Musique/             |
| Cristina Marocco                       | On s'en va                                       | 2002  | Musique/             |
| Daniel Lévi                            | La douleur d'un homme                            | 2005  | Musique/             |
| Daniel Lévi                            | Promets-moi d'être heureux                       | 2005  | Musique/             |
| David et Jonathan                      | Bella vita                                       | 1987  | Musique/             |
| David et Jonathan                      | Est-ce que tu viens pour les vacances ?          | 1988  | Musique/             |
| David et Jonathan                      | Gina                                             | 1987  | Musique/             |
| David et Jonathan                      | Seul pour danser                                 | 1988  | Musique/             |
| David et Jonathan                      | Un hôtel à Paris                                 | 1988  | Musique/             |
| David et Jonathan                      | Vivre ici ou vivre ailleurs                      | 1988  | Musique/             |
| David Marouani                         | Éphémère                                         | 1991  | Musique/             |
| David Marouani                         | Fais pas semblant                                | 1991  | Musique/             |
| Faudel                                 | Si on m'avait dit                                | 2006  | Musique/             |
| Garou                                  | Plus fort que moi                                | 2006  | Musique/             |
| Inna Modja                             | Son Of A Preacher Man                            | 2015  | Producteur           |
| Isabelle Boulay                        | C'est quoi, c'est l'habitude                     | 2004  | Musique/             |
| Joyce Jonathan                         | Je te déteste pas du tout                        | 2018  | Musique / Producteur |
| Joyce Jonathan                         | Ne me brûle pas                                  | 2018  | Musique / Producteur |
| Joyce Jonathan                         | Tic Tac                                          | 2018  | Musique / Producteur |
| Joyce Jonathan                         | Donner                                           | 2018  | Musique / Producteur |
| Joyce Jonathan                         | Les Blondes                                      | 2018  | Musique / Producteur |
| Joyce Jonathan                         | Désaccord                                        | 2018  | Musique / Producteur |
| Joyce Jonathan                         | Rouler sur l'or                                  | 2018  | Musique / Producteur |
| Joyce Jonathan                         | Hors-Sujet                                       | 2018  | Musique / Producteur |
| Joyce Jonathan                         | Nos secrets                                      | 2018  | Musique / Producteur |
| Judith                                 | Si l'on s'en souvient                            | 2011  | Musique/             |
| Julie Zenatti                          | Comme vous                                       | 2004  | Musique/             |
| Julie Zenatti                          | Lis dans mes pensées                             | 2004  | Musique/             |
| Julio Iglesias                         | L'homme que je suis                              | 2005  | Musique/ Producteur  |
| Lara Fabian                            | C'est ma terre                                   | 2015  | Musique/ Producteur  |
| Lara Fabian                            | Elle danse                                       | 2015  | Musique/ Producteur  |
| Lara Fabian                            | Envie d'en rire                                  | 2015  | Musique/ Producteur  |
| Lara Fabian                            | Je vais revoir l'hiver                           | 2015  | Producteur           |
| Lara Fabian                            | Le cœur qui tremble                              | 2015  | Musique/ Producteur  |
| Lara Fabian                            | Le désamour                                      | 2015  | Musique/ Producteur  |
| Lara Fabian                            | L'illusionniste                                  | 2015  | Musique/ Producteur  |
| Lara Fabian                            | L'oubli                                          | 2015  | Musique/ Producteur  |
| Lara Fabian                            | Ma vie dans la tienne                            | 2015  | Musique/ Producteur  |
| Lara Fabian                            | Quand je ne chante pas                           | 2015  | Musique/ Producteur  |
| Lara Fabian                            | Relève-toi                                       | 2015  | Musique/ Producteur  |
| Lara Fabian                            | S'il ne reste qu'un ami                          | 2015  | Musique/ Producteur  |
| Lara Fabian                            | Ton désir                                        | 2015  | Musique/ Producteur  |
| Lara Fabian                            | Unchained Melody                                 | 2015  | Producteur           |
| Louane                                 | Alien                                            | 2015  | Musique/             |
| Louisy Joseph                          | Besoin de rien                                   | 2012  | Musique/             |
| Louisy Joseph                          | La bonne personne                                | 2012  | Musique/ Producteur  |
| Louisy Joseph                          | L'âge que tu me donnes                           | 2012  | Musique/ Producteur  |
| Louisy Joseph                          | Par amour                                        | 2012  | Musique/             |
| Louisy Joseph                          | Si on m'avait dit                                | 2012  | Musique/             |
| M. Pokora                              | (Everything I Do) I Do It For You                | 2015  | Producteur           |
| Mickaël Miro                           | Agathe                                           | 2013  | Musique/             |
| Natasha St-Pier                        | De l'amour le mieux                              | 2002  | Musique/             |
| Natasha St-Pier                        | Don't Cry for Me Argentina                       | 2015  | Producteur           |
| Natasha St-Pier                        | Grandir c'est dire je t'aime                     | 2002  | Musique/             |
| Natasha St-Pier                        | Je fais comme si                                 | 2006  | Musique/             |
| Natasha St-Pier                        | Les chansons ne servent à rien                   | 2002  | Musique/             |
| Natasha St-Pier                        | On veut plus que de l'amour                      | 2008  | Musique/ Producteur  |
| Natasha St-Pier                        | Plus simple que ça                               | 2003  | Musique/             |
| Natasha St-Pier                        | Pour le meilleur                                 | 2003  | Musique/             |
| Natasha St-Pier                        | Tant que j'existerai                             | 2006  | Musique/             |
| Natasha St-Pier                        | Tous les au-revoir se ressemblent                | 2002  | Musique/             |
| Nolwenn Leroy                          | 14 février                                       | 2003  | Musique/ Producteur  |
| Nolwenn Leroy                          | Cassé                                            | 2003  | Producteur           |
| Nolwenn Leroy                          | Ce qu'il nous faudrait                           | 2003  | Musique/ Producteur  |
| Nolwenn Leroy                          | Être une femme                                   | 2003  | Musique/ Producteur  |
| Nolwenn Leroy                          | Finir contre toi                                 | 2003  | Musique/ Producteur  |
| Nolwenn Leroy                          | Jure-moi                                         | 2003  | Musique/ Producteur  |
| Olympe                                 | Une saison en enfer                              | 2014  | Musique/             |
| Pablo Villafranca                      | Est-ce qu'on saura                               | 2001  | Musique/             |
| Pablo Villafranca                      | Il n'y a que des hommes                          | 2001  | Musique/             |
| Pablo Villafranca                      | Je fais comme je suis                            | 2001  | Musique/             |
| Pablo Villafranca                      | Lumière                                          | 2001  | Musique/             |
| Tina Arena                             | 7 vies                                           | 2008  | Musique/ Producteur  |
| Tina Arena                             | Aimer jusqu'à l'impossible                       | 2005  | Musique/             |
| Tina Arena                             | Je m'appelle Bagdad (en)                         | 2005  | Musique/             |
| Tina Arena                             | L'un pour l'autre                                | 2008  | Musique/ Producteur  |
| Tony Carreira                          | A vida é bela (Belle est la vie)                 | 2016  | Musique/ Producteur  |
| Tony Carreira                          | Comme tout le monde                              | 2016  | Musique/ Producteur  |
| Tony Carreira                          | Je chante les yeux fermés                        | 2014  | Musique/ Producteur  |
| Tony Carreira                          | Maria et Sara                                    | 2017  | Musique/ Producteur  |
| Tony Carreira                          | Meu pai, c'est mon père                          | 2016  | Musique/ Producteur  |
| Tony Carreira                          | Si tu viens chez moi                             | 2016  | Producteur           |
| Tony Carreira avec Chico & The Gypsies | Quero viver                                      | 2017  | Producteur           |
| Tony Carreira avec Daniel Guichard     | A ternura                                        | 2017  | Producteur           |
| Tony Carreira avec David Carreira      | Um dia uma mulher                                | 2017  | Producteur           |
| Tony Carreira avec David Gategno       | Amar                                             | 2017  | Musique/ Producteur  |
| Tony Carreira avec Didier Barbelivien  | A todas as mulheres que eu amei                  | 2017  | Producteur           |
| Tony Carreira avec Ishtar              | História de um amor                              | 2017  | Producteur           |
| Tony Carreira avec Julie Zenatti       | Eu vou                                           | 2017  | Producteur           |
| Tony Carreira avec Lara Fabian         | Um amor assim                                    | 2017  | Producteur           |
| Tony Carreira avec Michel Fugain       | Um simples romance                               | 2017  | Producteur           |
| Tony Carreira avec Mickaël Dos Santos  | Pobre diabo                                      | 2017  | Producteur           |
| Tony Carreira avec Ricky Martin        | Perdóname                                        | 2017  | Producteur           |
| Vincent Niclo                          | She's Like The Wind                              | 2015  | Producteur           |
| Yannick Noah                           | On court                                         | 2014  | Musique              |
| Yoann Freget                           | L'équilibre                                      | 2014  | Musique              |

## Les singles de David Gategno
| Titre                                                          | Entrée     | Top | sem |
|                                                                |            |     |     |
| Bella vita (David et Jonathan)                                 | 30/05/1987 | 2   | 24  |
| Gina (David et Jonathan)                                       | 05/12/1987 | 18  | 20  |
| Est-ce que tu viens pour les vacances ? (David et Jonathan)    | 25/06/1988 | 3   | 20  |
| Il n'y a que des hommes (Pablo Villafranca)                    | 15/12/2001 | 66  | 6   |
| On s'en va (Cristina Marocco)                                  | 07/09/2002 | 84  | 3   |
| Cassé (Nolwenn Leroy)                                          | 22/03/2003 | 1   | 17  |
| Aimer jusqu'à l'impossible (Tina Arena)                        | 19/11/2005 | 3   | 30  |
| Je m'appelle Bagdad (Tina Arena)                               | 03/06/2006 | 6   | 23  |
| Tant que j'existerai (Natasha St-Pier)                         | 16/12/2006 | 36  | 16  |
| Et s'il n'en restait qu'une (je serais celle-là) (Céline Dion) | 21/04/2007 | 1   | 33  |
| Qui peut vivre sans amour (Céline Dion)                        | 19/04/2013 |     |     |
| On court (Yannick Noah)                                        | 31/05/2014 | 47  | 22  |
| (Everything I Do) I Do It For You (M. Pokora)                  | 09/05/2015 | 97  | 1   |
| Quand je ne chante pas (Lara Fabian)                           | 27/06/2015 | 44  | 1   |
| Ma vie dans la tienne (Lara Fabian)                            | 10/10/2015 | 102 | 4   |